# 布魯利恰河

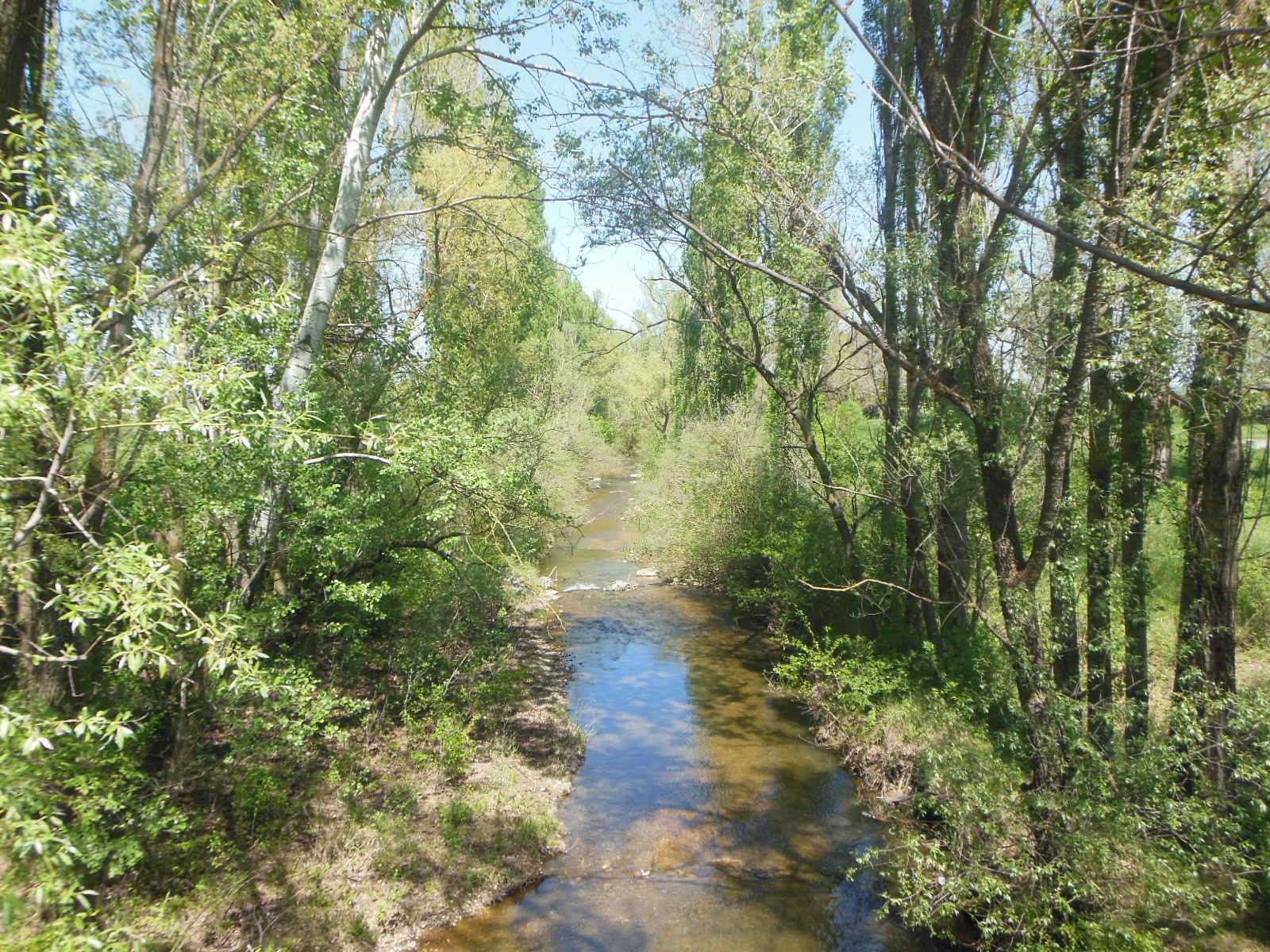

布魯利恰河（俄语：Бурульча），是俄羅斯或烏克蘭的河流，位於克里米亞，屬於薩爾吉爾河的支流，流經白山區和紅衛兵區，河道全長76公里，流域面積241平方公里。